# Gergő Lovrencsics
Gergő Lovrencsics, né le 1er septembre 1988 à Szolnok, est un footballeur international hongrois. Il occupe actuellement le poste de milieu droit  voire de latéral droit au Hajduk Split.

## Biographie

### Parcours en Hongrie
Gergő Lovrencsics commence sa carrière professionnelle en 2006 au Budafoki LC, club de deuxième division hongroise. Il fait ses débuts avec l'équipe le 19 août contre Baktalórántháza. Lors de sa première saison pro en Hongrie, Lovrencsics joue vingt-deux matches, marque quatre buts et connaît une relégation à l'étage inférieur.
En février 2008, il s'engage gratuitement avec le Pécsi MFC et revient ainsi en deuxième division après avoir joué quelques mois en troisième division. Avec cette équipe, il se bat pour accrocher une place dans l'élite du football hongrois, chose qu'il réalise lors de la saison 2010-2011. Entre-temps (en 2009), il dispute, après avoir éliminé plusieurs clubs de première division dont le célèbre Budapest Honvéd, une finale de Coupe de la Ligue hongroise, qu'il perd trois buts à un face au FC Fehérvár.
À l'été 2011, alors qu'il vient d'être promu en première division, Gergő Lovrencsics rejoint un autre club de la ligue, le Lombard-Pápa. Titularisé lors de toutes les rencontres de championnat, il obtient avec son équipe le maintien, objectif initial du club promu quelques années auparavant.

### Se signale au sélectionneur avec le Lech Poznań
Le 20 juin 2012, Lovrencsics est prêté pour une saison au Lech Poznań, club polonais qualifié pour la Ligue Europa et qui dispose d'une option d'achat le concernant. Le Hongrois joue son premier match avec sa nouvelle équipe le 5 juillet face au Zhetysu Taldykourgan et marque l'un des deux buts des Kolejorz. Le Lech Poznań est finalement éliminé de la compétition européenne lors du troisième tour. Lors de la première journée de championnat, Lovrencsics est une nouvelle fois titulaire et marque encore un but, participant ainsi à la large victoire du Lech sur le Ruch Chorzów quatre à zéro. Dès lors, il s'installe dans le onze type de son entraîneur, Mariusz Rumak, et se signale par ses bonnes performances. Avec Poznań, il joue le titre de champion face au Legia Varsovie, qu'il affronte lors d'un match crucial en mai 2013, juste après avoir signé un contrat définitif de trois ans. Finalement défait, Gergő Lovrencsics fait vraisemblablement une croix sur la couronne de champion, mais attire le regard de son sélectionneur, qui le convoque quelques jours plus tard pour une opposition amicale contre le Koweït.

## Palmarès
- Finaliste de la Coupe de la Ligue hongroise en 2009
- Champion de Pologne en 2015
- Vainqueur de la Coupe de Hongrie en 2017
- Vainqueur de la Coupe de Croatie en 2022 avec Hajduk Split